# Dolina Lejowa

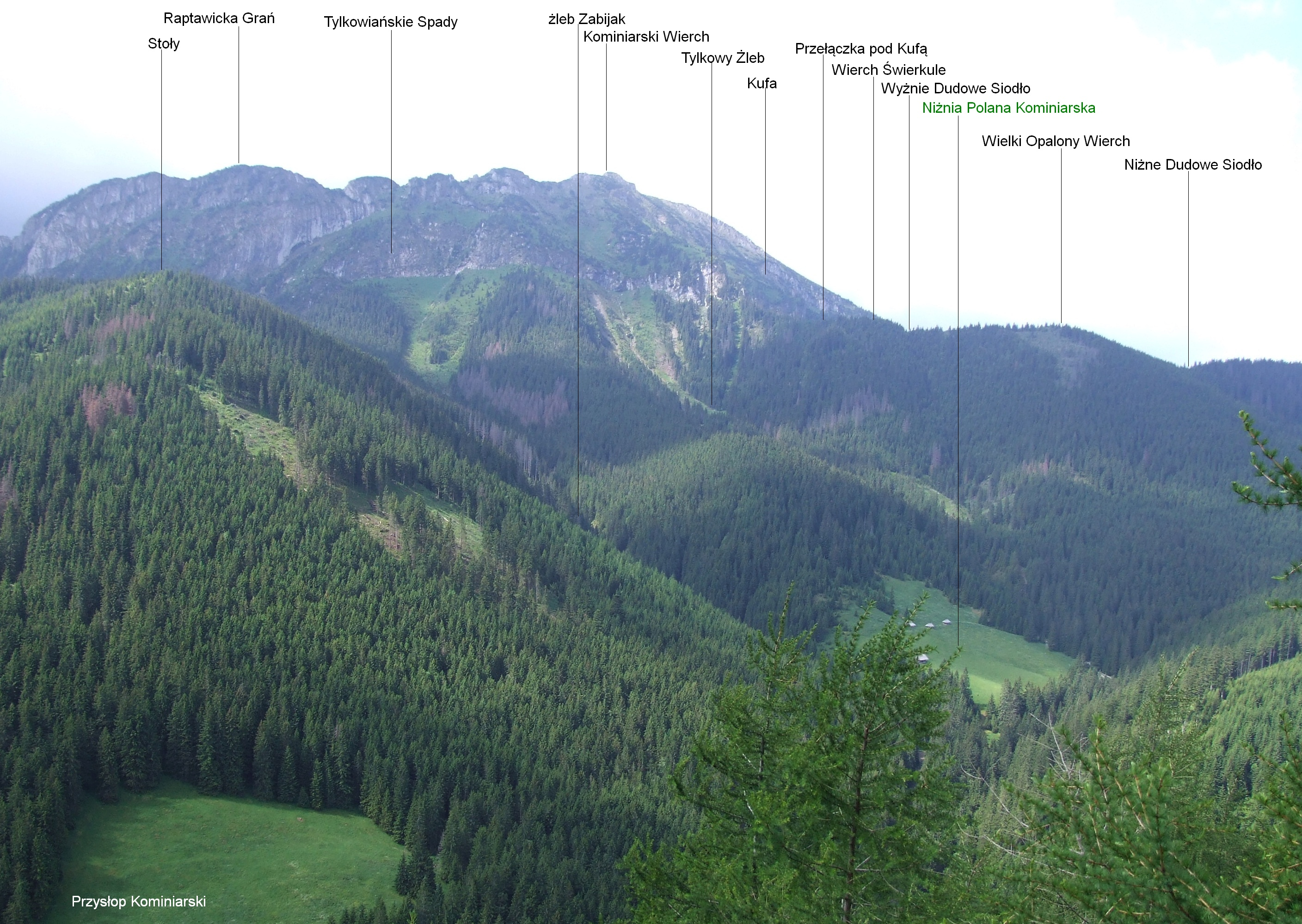
Kominiarski Wierch vom Tal

Die eiszeitlich durch Gletscher geformte Dolina Lejowa ist ein Tal in der polnischen Westtatra in der Woiwodschaft Kleinpolen. Das Tal befindet sich auf dem Gemeindegebiet vom Kościelisko.

## Geographie
Das Tal ist rund 4,5 Kilometer lang und von über 1829 Meter hohen Bergen umgeben, u. a. dem Massiv des Kominiarski Wierch.
Das Tal fällt von Südosten nach Nordwesten von ungefähr 1829 Höhenmetern auf 930 Höhenmeter herab. Es wird vom Lejowy Potok durchflossen. Das Tal öffnet sich im Vortatragraben auf dem Gebiet des Kościeliskoer Ortsteils Biały Potok.

## Etymologie
Der Name lässt sich übersetzen mit „Tal des Trichters“.

## Flora und Fauna
Das Tal liegt oberhalb und unterhalb der Baumgrenze und wird im oberen Bereich von Bergkiefern und im unteren Bereich von Nadelwald bewachsen. Das Tal ist Rückzugsgebiet für zahlreiche Säugetiere und Vogelarten.

## Klima
Im Tal herrscht Hochgebirgsklima.

## Almwirtschaft
Vor der Errichtung des Tatra-Nationalparks im Jahr 1954 wurde das Tal  für die Almwirtschaft genutzt. Danach wurden die Eigentümer der Almen enteignet bzw. zum Verkauf gezwungen. Ehemalige Almhütten befinden sich noch im Tal auf der Lejowa-Alm.

## Tourismus
Durch das Tal führen zahlreiche Wanderwege von den umgebenden Bergpässen und Gipfeln.
- ▬ Ein gelb markierter Wanderweg führt vom Biały Potok entlang des Gebirgsbachs Lejowy Potok auf die Alm Niżnia Polana Kominiarska.
- ▬ Ścieżka nad Reglami: Ein schwarz markierter Wanderweg führt vom Zakopaner Stadtteil Kuźnice durch das Tal ins Chochołowska-Tal.

## Panorama

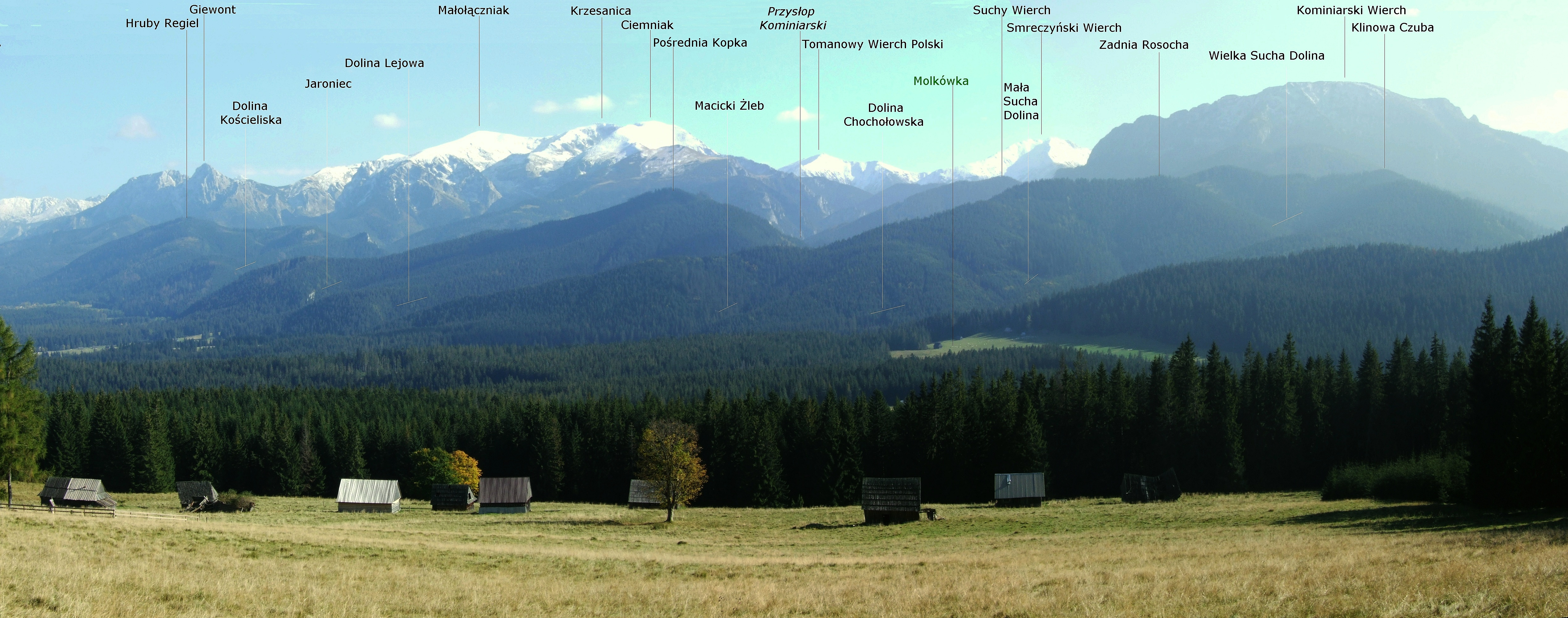
Blick vom Przysłop Witowski, Tal links im Bild